# 斯潘古爾山口
斯潘古爾山口（Spanggur Gap）是中印边境实际控制线上的一个山口，地處班公错以南，曼冬错以西。
中印边境战争期間，印度在斯潘古爾山口設有哨所，但印度后来从这里撤出，以加强对附近印度的村庄楚舒勒的防禦。
2020年5月初中印双方在班公错及乃堆拉山口，6月在加勒万河谷，并数次发生肢体冲突，造成双方人员伤亡。双方在班公错、加勒万河谷和达普桑盆地进入军事对峙，8月底班公错南岸、热钦山口附近再次造成边境局势紧张，这种情况持续至2021年2月11日，第九轮军长级会谈之后，中印两军始达成脱离接触。斯潘古尔山口两侧的中印会晤站是2020年中印边境冲突的会谈地点。

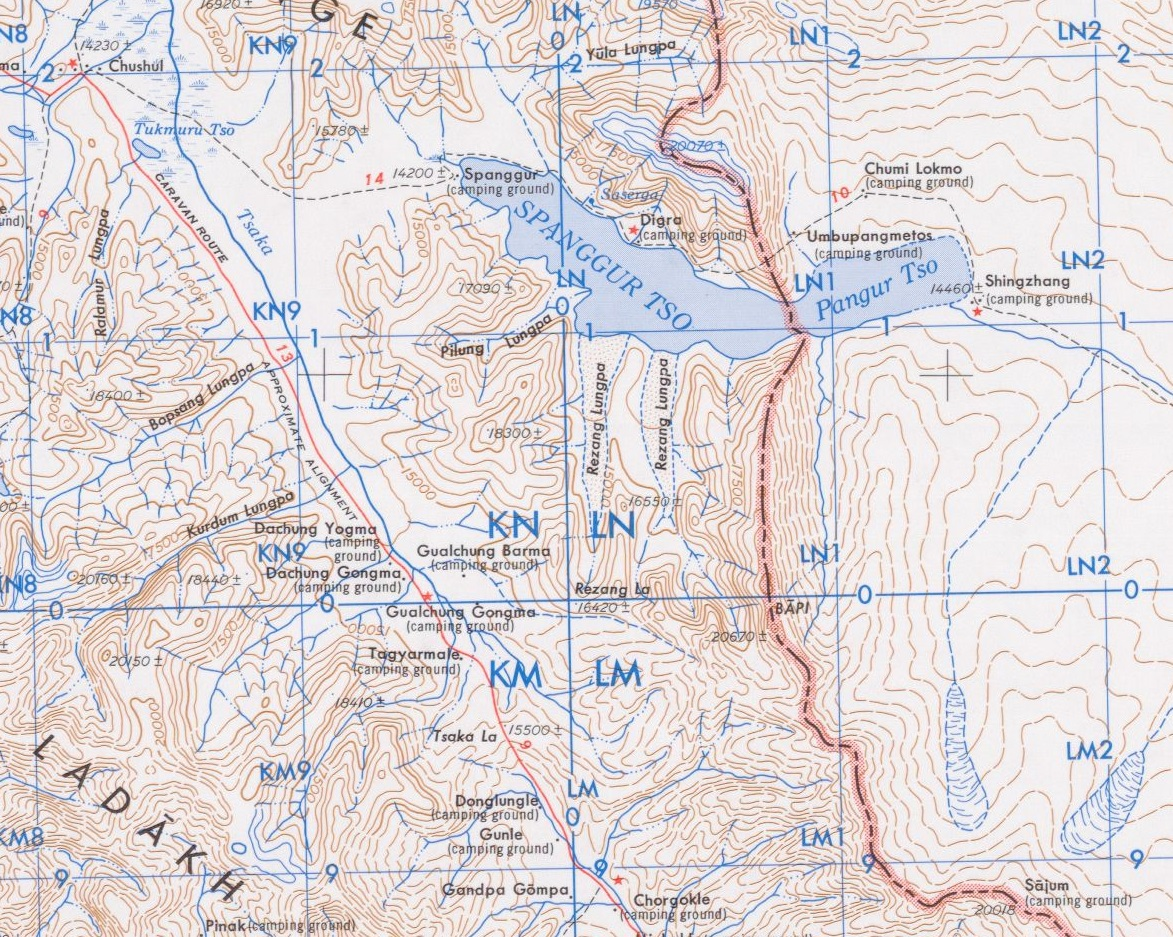
曼冬错盆地 (1954)

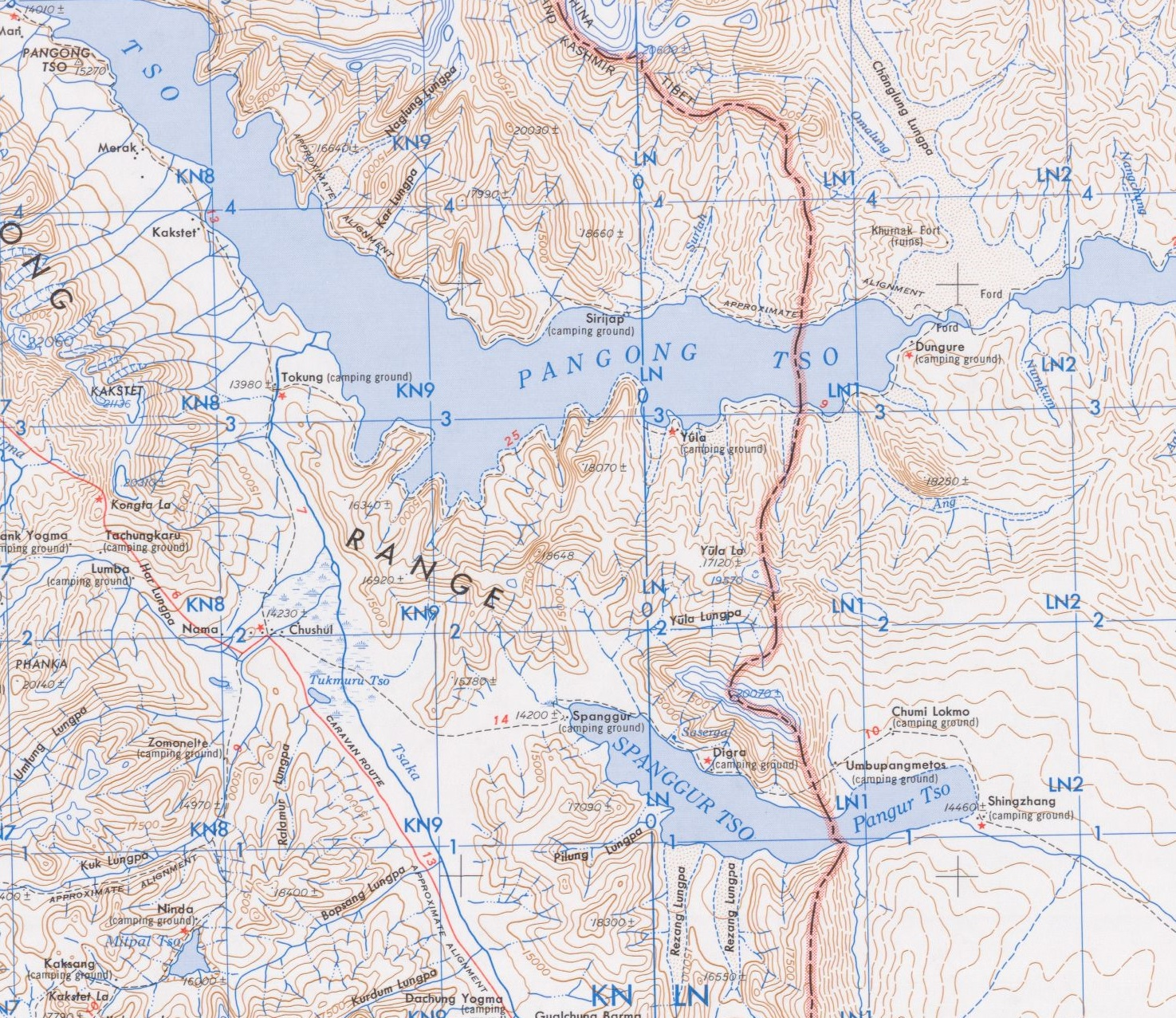
班公错和曼冬错 (1954)

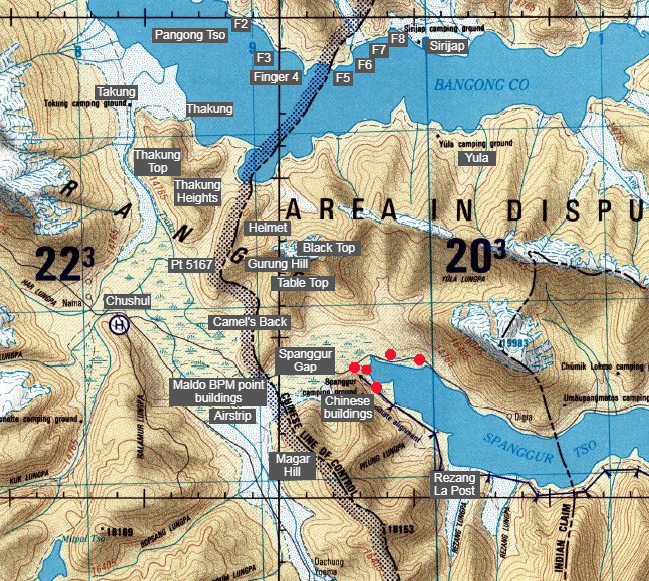
斯潘古尔湖周围的中印冲突地点

## 中印邊境邊防會談會晤站
印度陸軍的莫爾多(英語：Moldo)會晤站坐標：
33°33′27″N 78°43′55″E / 33.5575°N 78.732°E
中國人民解放軍的斯潘古爾會晤站坐標：
33°33′58″N 78°47′28″E / 33.566°N 78.791°E